# ABA All-Star Game 1970
L'ABA All-Star Game 1970, svoltosi a Indianapolis, vide la vittoria finale della Western Division sulla Eastern Division per 128 a 98.
La partita venne trasmessa televisivamente a livello nazionale dalla CBS.
Spencer Haywood, dei Denver Rockets, fu nominato MVP della partita.
Larry Jones con 30 punti realizzati nella partita diventa il miglior marcatore di sempre nella storia degli ABA All-Star Game, record che non verrà battuto neanche nelle edizioni successive.

## Squadre

### Western Division
| Western Division   |                        |             |             |             |             |             |             |             |             |
| Giocatore          | Squadra                | MIN         | FGM         | FGA         | FTM         | FTA         | RIM         | AST         | PT          |
| Spencer Haywood    | Denver Rockets         | 39          | 10          | 19          | 3           | 4           | 19          | 2           | 23          |
| Larry Jones        | Denver Rockets         | 36          | 10          | 20          | 10          | 13          | 6           | 5           | 30          |
| Rick Barry         | Washington Caps        | 27          | 7           | 12          | 2           | 2           | 7           | 7           | 16          |
| Cincy Powell       | Dallas Chaparrals      | 26          | 5           | 9           | 2           | 2           | 7           | 0           | 12          |
| Steve Jones        | New Orleans Buccaneers | 18          | 4           | 9           | 6           | 6           | 5           | 1           | 14          |
| John Beasley       | Dallas Chaparrals      | 18          | 5           | 7           | 0           | 0           | 8           | 0           | 11          |
| Warren Jabali      | Washington Caps        | 15          | 1           | 3           | 2           | 2           | 2           | 1           | 4           |
| Larry Brown        | Washington Caps        | 15          | 0           | 2           | 3           | 3           | 3           | 3           | 3           |
| Jimmy Jones        | New Orleans Buccaneers | 14          | 0           | 3           | 0           | 0           | 3           | 0           | 0           |
| Glen Combs         | Dallas Chaparrals      | 12          | 4           | 6           | 0           | 0           | 3           | 1           | 10          |
| Gerald Govan       | New Orleans Buccaneers | 11          | 1           | 2           | 0           | 1           | 4           | 0           | 2           |
| Lee Davis          | New Orleans Buccaneers | 9           | 1           | 3           | 1           | 1           | 2           | 0           | 3           |
| Red Robbins        | New Orleans Buccaneers | infortunato | infortunato | infortunato | infortunato | infortunato | infortunato | infortunato | infortunato |
| Totale             |                        | 240         | 48          | 95          | 29          | 33          | 69          | 20          | 128         |
| All. Babe McCarthy | New Orleans Buccaneers |             |             |             |             |             |             |             |             |

MIN: minuti. FGM: tiri dal campo riusciti. FGA: tiri dal campo tentati. FTM: tiri liberi riusciti. FTA: tiri liberi tentati. RIM: rimbalzi. AST: assist. PT: punti

### Eastern Division
| Eastern Division   |                   |     |     |     |     |     |     |     |    |
| Giocatore          | Squadra           | MIN | FGM | FGA | FTM | FTA | RIM | AST | PT |
| Bob Netolicky      | Indiana Pacers    | 33  | 7   | 18  | 1   | 4   | 8   | 2   | 15 |
| Roger Brown        | Indiana Pacers    | 28  | 5   | 10  | 5   | 6   | 6   | 2   | 15 |
| Louie Dampier      | Kentucky Colonels | 26  | 7   | 16  | 2   | 3   | 3   | 1   | 17 |
| Mel Daniels        | Indiana Pacers    | 26  | 6   | 14  | 1   | 3   | 12  | 1   | 13 |
| Doug Moe           | Carolina Cougars  | 26  | 0   | 5   | 2   | 3   | 8   | 6   | 2  |
| Donnie Freeman     | Miami Floridians  | 24  | 4   | 16  | 2   | 3   | 4   | 5   | 10 |
| Bob Verga          | Carolina Cougars  | 16  | 6   | 14  | 1   | 2   | 5   | 2   | 14 |
| Levern Tart        | New York Nets     | 13  | 1   | 8   | 0   | 0   | 3   | 1   | 3  |
| Gene Moore         | Kentucky Colonels | 12  | 2   | 6   | 0   | 0   | 4   | 0   | 4  |
| Darel Carrier      | Kentucky Colonels | 10  | 0   | 4   | 2   | 3   | 1   | 0   | 2  |
| Freddie Lewis      | Indiana Pacers    | 9   | 0   | 5   | 1   | 0   | 6   | 1   | 1  |
| Charlie Williams   | Pittsburgh Pipers | 7   | 1   | 5   | 0   | 0   | 0   | 1   | 2  |
| Totale             |                   | 240 | 39  | 121 | 17  | 29  | 60  | 22  | 98 |
| All. Slick Leonard | Indiana Pacers    |     |     |     |     |     |     |     |    |

MIN: minuti. FGM: tiri dal campo riusciti. FGA: tiri dal campo tentati. FTM: tiri liberi riusciti. FTA: tiri liberi tentati. RIM: rimbalzi. AST: assist. PT: punti